# Pittefaux
Pittefaux település Franciaországban, Pas-de-Calais megyében. Lakosainak száma 115 fő (2022. január 1.). Pittefaux Maninghen-Henne, Pernes-lès-Boulogne, Wierre-Effroy és Wimille községekkel határos.

## Népesség
A település népességének változása:
| Lakosok száma | 118  | 126  | 138  | 124  | 122  | 119  | 117  | 116  | 115  |
|               | 2013 | 2015 | 2016 | 2017 | 2018 | 2019 | 2020 | 2021 | 2022 |